# Liar
A Liar az ötödik dal a brit Queen rockegyüttes 1973-as Queen albumáról. A szerzője Freddie Mercury énekes volt. Az eredete 1969 környékére nyúlik vissza: Mercury előző együttesében, az Ibexben Mike Bersin csapattársával együtt írta meg a „Without You, Lover” (vagy egyszerűen csak „Lover”) című dalt, amelyet aztán több koncertjükön játszottak is. Ebből a dalból több dolgot átemelt később a „Liar”-ba. Brian May gitáros később így mesélt a dal születéséről: „Hallottam, ahogy a Wreckage játszotta egy próbán, és egy riff különösen megtetszett benne, de a nagy részét később drasztikusan megváltoztattuk négyen, felhasználva benne az én riffjeimet, és Freddie szövegét. […] A »Liar« az egyik első dal volt, amelyen együtt dolgoztunk, és egy alkalommal arról beszélgettünk, hogy ilyen esetekben mind a négyünket jelölhetnénk szerzőnek. Freddie azt mondta: »ami engem illet, szerintem aki a szöveget írta, valójában az írta a dalt is.« Talán nem volt a leglogikusabb megoldás, de hosszú évekig működött ez a szabály…”
1971-ben több dal mellett ezt is felvették a De Lane Lea Studiosban. Ez a változat több mint nyolc perc hosszú volt, és több improvizációt tartalmazott. A végső változatot 1971 és 1972 folyamán rögzítették a Trident Studiosban. A „Keep Yourself Alive” mellett ez volt a másik dal, amellyel rengeteg gondjuk akadt, és nagyon nehezen tudtak egy olyan verziót összehozni, amely mindannyiuknak tetszett. Többek közt ezt a dalt is újravették 1973. február 5-én a BBC zenei stúdiójában, és lejátszották a Sounds of the Seventies című műsorban. Később ez a változat felkerült az 1989-ben megjelent At the Beeb albumra is.
A szöveg párbeszéd a főszereplő (a versszakokban szólal meg) és az ellene szólaló erők (a kórus) között. A főszereplő meggyötört lélekként vallási iránymutatásra vágyik, de „hazug” felkiáltással visszautasítják. A dal zenéje összetett, néhol halk, akusztikus gitárral kísért, máshol erőteljes, elektromos gitárral és Hammond-orgonával támogatva, és bizonyos pontokon instrumentális átkötések szakítják meg. Mercury éneke a falzettől a baritonig terjed, és már itt megfigyelhető a későbbiekben még jellemzőbbé váló operai hangulat.
1974. február 14-én kislemezen is megjelent Amerikában, egy több mint felére rövidített változatban, de ahogy a „Keep Yourself Alive”, úgy a „Liar” sem keltett feltűnést. Még 1973. augusztus 9-én forgattak hozzá videóklipet (egy időben a „Keep Yourself Alive” klipjével), Mike Mansfield rendezte. Az együttes nem volt elégedett vele: a forgatáson túl meleg volt a világítás erőssége miatt, és Mansfield szembemenve az együttes törekvéseivel, akik misztikus sötétséget akartak maguk körül, színesre és világosra festette a hátteret. Ezért később forgattak egy új klipet, amelyet maga az együttes, és Barry Sheffield rendezett. A Rolling Stone kedvezően írt róla 1973-ban: „a »Liar« szélviharain keresztül [Mercury] megdolgozik az erőteljes énekkel, egyszer sem veszít a pimasz, fejedelmi arroganciájából.”
1970-től kezdve a legtöbb turnéjukon elhangzott valamilyen formában, de csak 1978-ig játszották el teljes hosszában. Addig meghatározott helye sem volt a műsorban, hol a koncertek elején, hol a végén, vagy a ráadásban adták elő. Ettől kezdve egyre ritkábban játszották, egyre rövidebb formában. A Jazz Tour , valamint a The Game Tour során nem játszották. A Hot Space Tour európai szakaszán néhány koncerten előadták, e néhány alkalom esetén viszont a dal teljes egészében elhangzott. A The Works Tour során néhány más régebbi szám mellett újra rendszeresen játszották egy medley részeként a dal mindössze másfél perces részletét. Az 1986-os Magic Tour során pedig már csak a kezdő gitárriffje hangzott el a Tear It Up bevezetőjeként.

## Közreműködők
- Ének: Freddie Mercury
- Háttérvokál: Queen

Hangszerek:
- Brian May: elektromos gitár, akusztikus gitár
- John Deacon: basszusgitár
- Roger Taylor: dob
- Freddie Mercury: zongora, tamburin

## Kislemez
7" kislemez (Elektra EK-45884, Amerika)
1. Liar – 3:00
2. Doing All Right – 4:09